# Pizol
Der Pizol (romanisch für Hohe Spitze), früher auch Piz Sol, ist ein 2844 m ü. M. alpiner Gipfel der Glarner Alpen. Er liegt 16 Kilometer nordwestlich von Chur im Sarganserland des Schweizer Kantons St. Gallen, zwischen dem Weisstannental, dem Taminatal und dem Calfeisental. Andere Gipfel im Bergmassiv sind das Sazmartinshorn (2826 m), das Zanaihorn (2820 m), die Schwarzen Hörner (2643 m) und der Muntaluna (2422 m). Der Pizol ist der höchste Berg, der vollständig im Kanton St. Gallen steht.
Östlich des Gipfels des Pizols lag der Pizolgletscher. Während der Dürre und Hitze 2018 zerfiel der Gletscher in einzelne Stücke. Im Jahr 2019 wurde er letztmals vermessen, nachdem er fast vollständig geschmolzen und zerfallen war. Am 22. September 2019 fand eine Gedenkfeier statt.
Als Pizol wird landläufig auch das Wander- und Skigebiet auf der Nordostseite des Pizols oberhalb der Ortschaften Wangs und Bad Ragaz bezeichnet.

## Tourismus
Das Pizolgebiet wurde in den Jahren 1953/54 durch je eine Gondelbahn von Wangs und von Bad Ragaz aus erschlossen. Die damals älteste Seilbahn der Schweiz von Bad Ragaz aus – eine Anlage nach dem System Bell/Wallmannsberger – stellte am 9. April 2007 den Betrieb ein und wurde durch eine neue 8er-Gondelbahn ersetzt. Die Bahn führt auf die Mittelstation Pardiel auf 1633 m. Von dort führt ein 4er-Sessellift auf Laufböden 2226 m.
Nach 20 Jahren Betriebsdauer wurde die Bahn von Wangs 1975 ersetzt. Die damals erstellte Bahn wurde im Sommer 2009 durch eine 8er-Gondelbahn der Firma Leitner ersetzt. Sie führt auf Furt (1522 m). Von dort gelangt man mit einem 4er-Sessellift über Gaffia (1861 m) zur Pizolhütte auf 2224 m, einem Bergrestaurant ohne Übernachtungsmöglichkeit. An dieser Stelle stand ab 1915 die Piz Sol-Hütte der SAC Sektion Piz Sol mit 50 Übernachtungsplätzen.
Das Pizolgebiet wird heute zusammen mit dem Nachbargebiet Flumserberg und weiteren Gemeinden der Umgebung unter der Marke Heidiland touristisch vermarktet.

### Sommertourismus

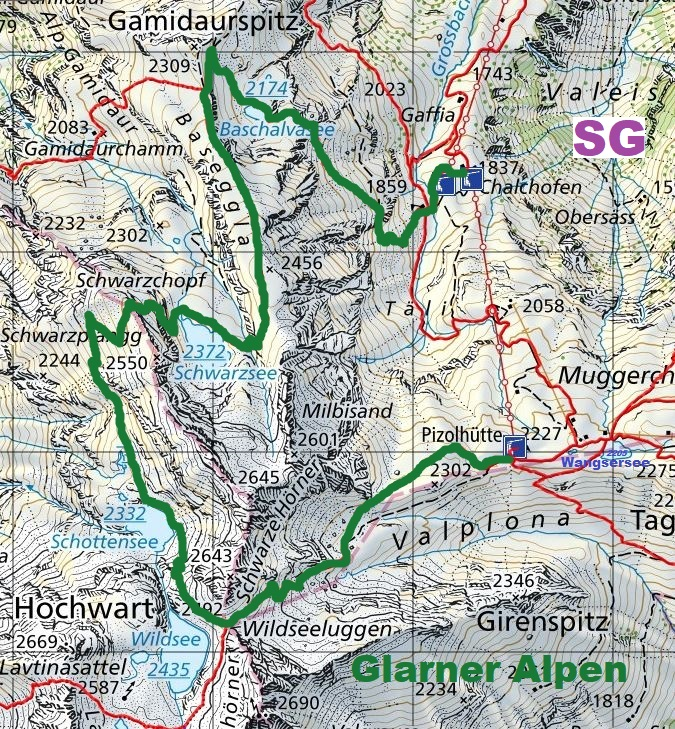
Verlauf des Wanderwegs.

Der Pizol ist im Sommer ein beliebtes Wandergebiet.
Als Wanderklassiker in der Schweiz gilt die 5-Seen-Wanderung Pizol (lokale Route 931 der Schweiz). Die Wanderung beginnt bei der Pizolhütte am Wangsersee. Der Aufstieg nach Wildseeluggen (Wildseelücke) auf 2492 m ü. M., von wo man eine schöne Aussicht bis zum Ortler und Piz Kesch hat, dauert rund eine Stunde. Unterhalb der Scharte liegt der Wildsee auf 2438 m. Von dort aus führt der Blick zum Pizolgipfel und den Grauen Hörnern. Nach einem kurzen Abstieg gelangt man zum grünlich schimmernden Schottensee auf 2335 m. Auf der Schwarzplangg erreicht man mit 2551 m den höchsten Punkt der Wanderung. Weiter geht es via Schwarzsee 2368 m an zahlreichen alten Steinmannli vorbei zum fünften und letzten See, dem Baschalvasee auf 2174 m. Die Wanderung dauert rund fünf Stunden.

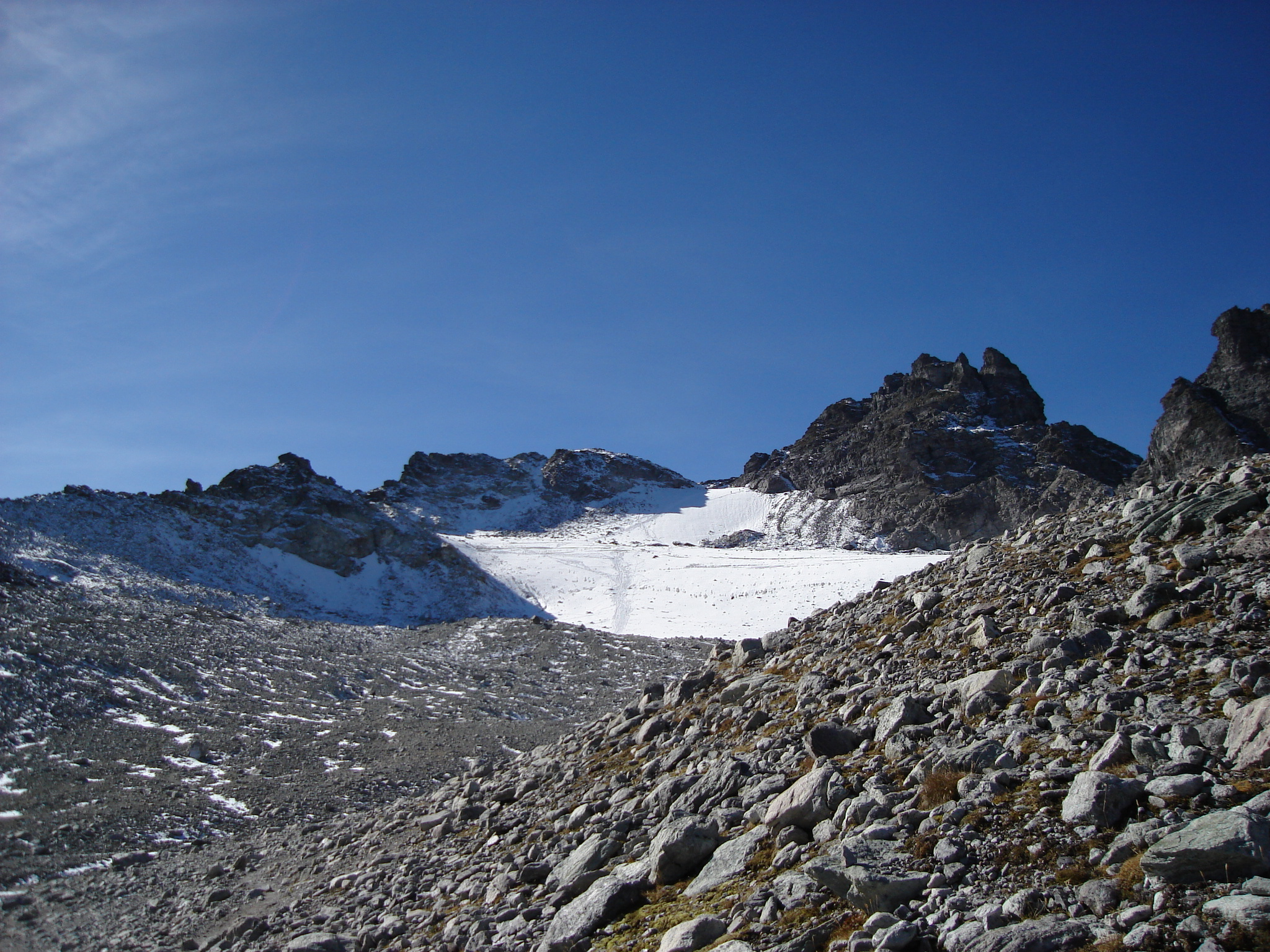
Pizolgletscher und -gipfel im Herbst
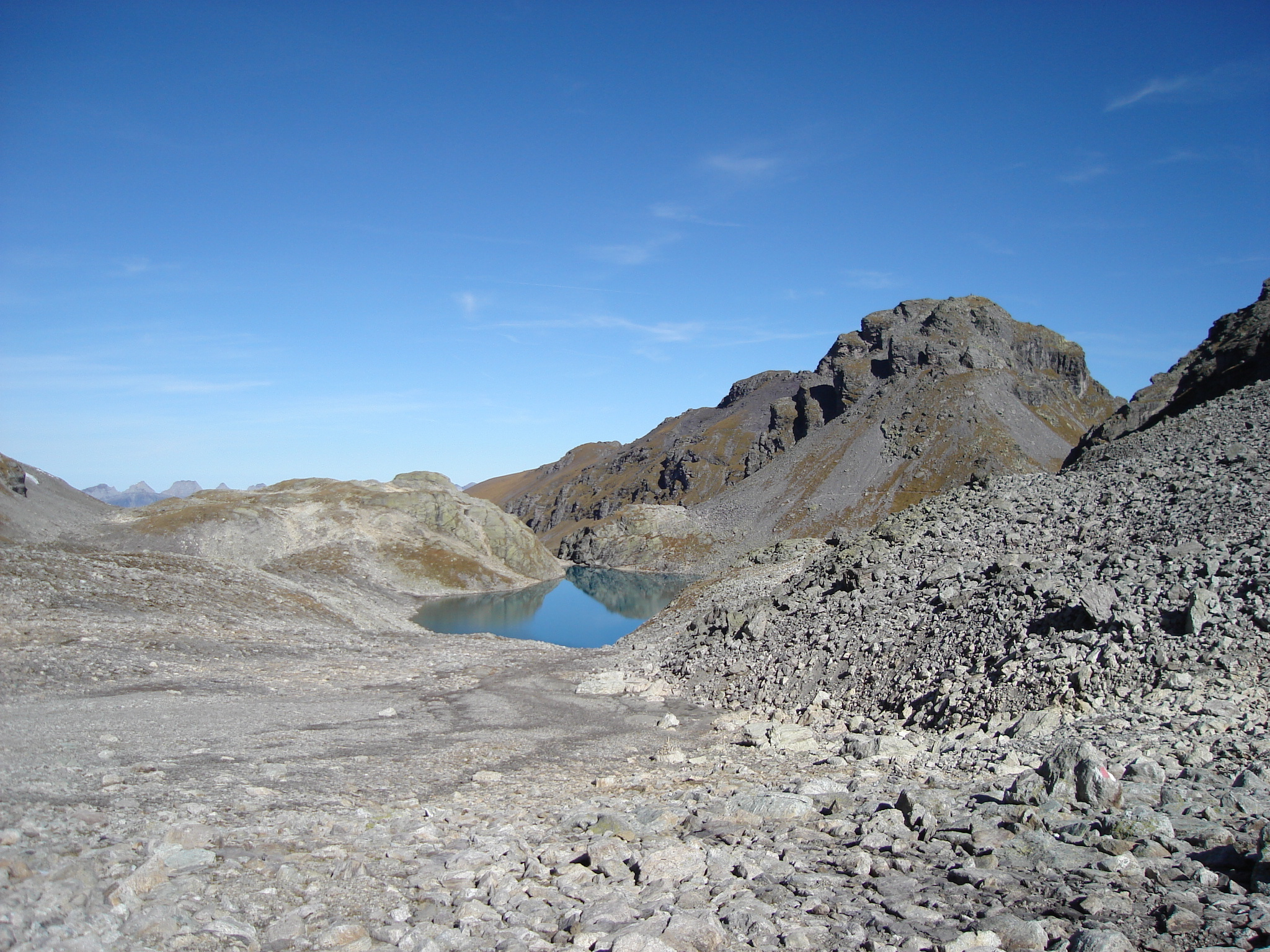
Wildsee
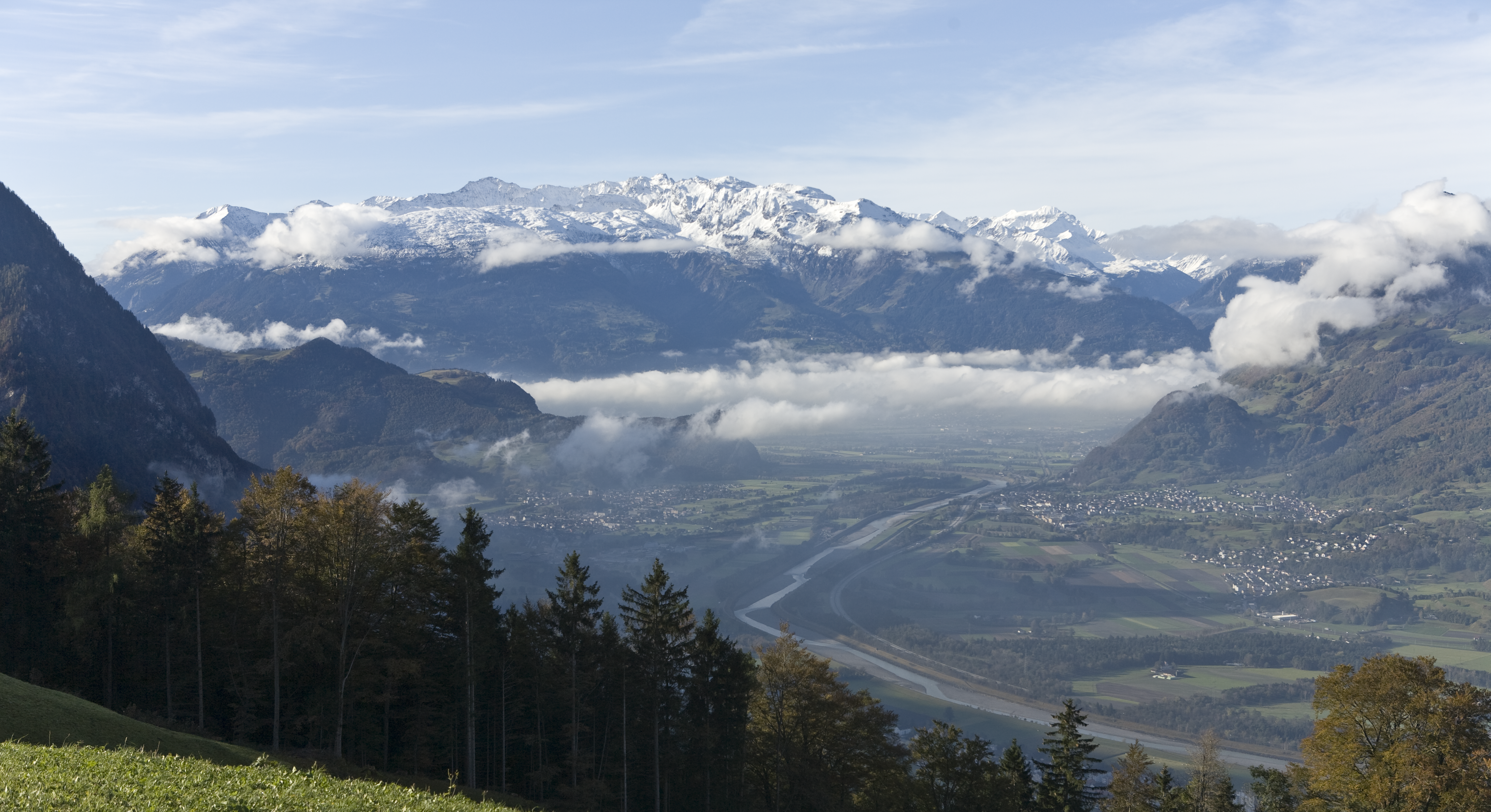
Pizol-Gruppe von Liechtenstein aus
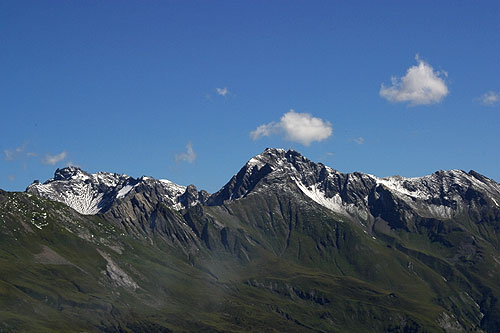
Pizol (links) und Sazmartinshorn (Mitte) von der Sardonahütte im Westen aus gesehen.
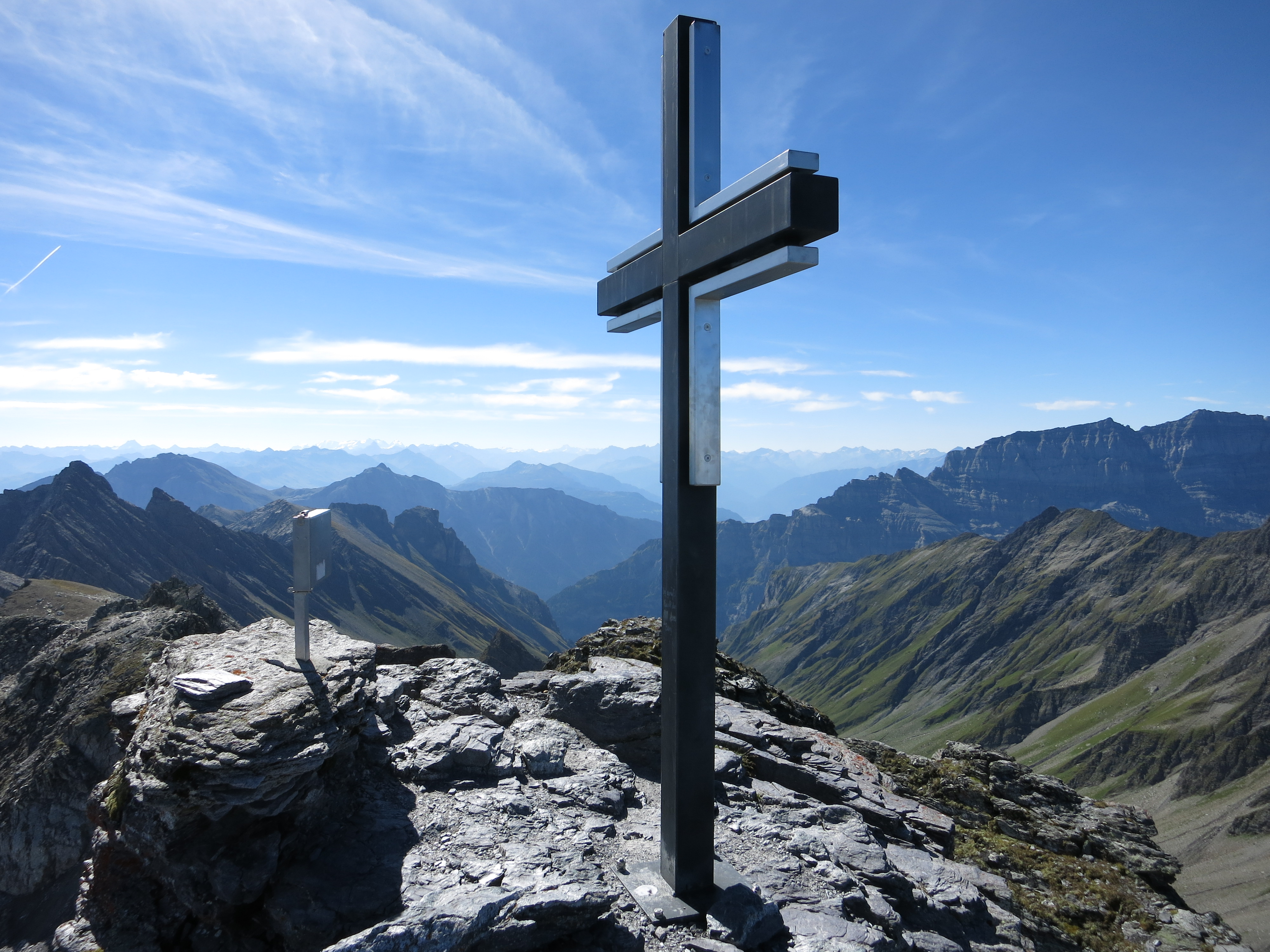
Auf dem Gipfel
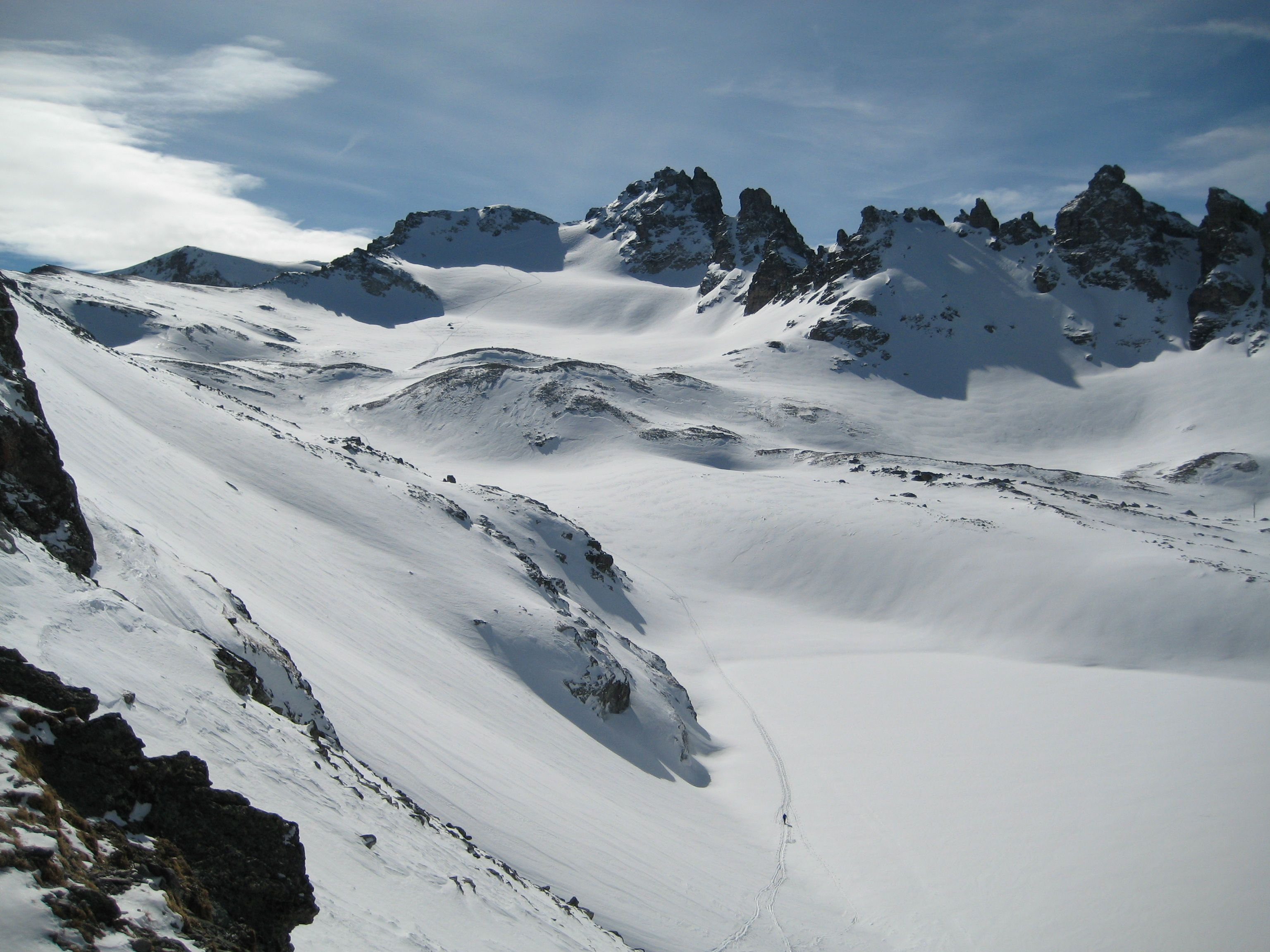
Blick von Wildseeluggen im Winter

### Wintertourismus
Das Skigebiet am Pizol bietet 50 km Pisten und 12 Transportanlagen:
| Strecke                                     | Typ                            | Länge             | Höhendifferenz | Kapazität Personen pro Stunde | Kapazität pro Fahrzeugeinheit | Betriebsjahre | Kommentar                                                                | Hersteller        |
| ------------------------------------------- | ------------------------------ | ----------------- | -------------- | ----------------------------- | ----------------------------- | ------------- | ------------------------------------------------------------------------ | ----------------- |
| Bad Ragaz – Wildboden / Wildboden – Pardiel | Gondelbahn (mit Mittelstation) | 1'648 m / 1'811 m | 450 m / 671 m  | 450                           | 4                             | 1954 – 2007   | wurde abgebaut und an einem neuen Standort ersetzt                       | Bell              |
| Bad Ragaz Matells – Pardiel                 | Gondelbahn                     | 3'357m            | 1'132m         | 1'200                         | 8                             | 2007 – Heute  |                                                                          | CWA Constructions |
| Prodboden – Pardiel                         | Schlepplift (T-Bügel)          | 370 m             | 92 m           | k. A.                         | 2                             | 1959 – 1972   | wurde ersetzt                                                            | k. A.             |
| Prodboden – Pardiel                         | Schlepplift (T-Bügel)          | 370 m             | 92 m           | 1'000                         | 2                             | 1972 – 2007   | wurde abgebaut und an einem neuen Standort ersetzt                       | Garaventa         |
| Prodboden – Pardiel                         | Schlepplift (T-Bügel)          | 355 m             | 78 m           | 1'000                         | 2                             | 2007 – Heute  |                                                                          | Garaventa         |
| Schwamm – Pardiel                           | Schlepplift (T-Bügel)          | 1'180m            | 370 m          | 850                           | 2                             | 1967 – 2016   | wurde abgebaut und an einem neuen Standort durch eine Sesselbahn ersetzt | Garaventa         |
| Schwamm – Weisse Steine                     | Sesselbahn                     | 1'669m            | 520 m          | 1'580                         | 6                             | 2016 – Heute  |                                                                          | Bartholet         |
| Pardiel – Laufböden                         | Schlepplift (T-Bügel)          | 2'443m            | 593 m          | 410                           | 2                             | 1958 – 1999   | wurde abgebaut und durch eine Sesselbahn ersetzt                         | Doppelmayr        |
| Pardiel – Laufböden                         | Sesselbahn                     | 2'473m            | 593 m          | 1'800                         | 4                             | 1999 – Heute  |                                                                          | Doppelmayr        |

Weiterhin besteht noch das Förderband Pardiel, welches die Bergstation des Schlepplifts Prodboden-Pardiel mit der Bergstation der Gondelbahn Bad Ragaz-Pardiel verbindet.
| Strecke                | Typ                   | Länge | Höhendifferenz | Kapazität Personen pro Stunde | Kapazität pro Fahrzeugeinheit | Betriebsjahre | Kommentar         | Hersteller |
| ---------------------- | --------------------- | ----- | -------------- | ----------------------------- | ----------------------------- | ------------- | ----------------- | ---------- |
| Laufböden – Pizolhütte | Schlepplift (T-Bügel) | 798 m | 41 m           | 700                           | 2                             | 2000 – Heute  | Tal-Berg-Tal Lift | Garaventa  |

| Strecke                              | Typ                            | Länge           | Höhendifferenz | Kapazität Personen pro Stunde | Kapazität pro Fahrzeugeinheit | Betriebsjahre | Kommentar                                                                | Hersteller |
| ------------------------------------ | ------------------------------ | --------------- | -------------- | ----------------------------- | ----------------------------- | ------------- | ------------------------------------------------------------------------ | ---------- |
| Wangs – Maienberg / Maienberg – Furt | Gondelbahn (mit Mittelstation) | 1'762m / 1'477m | 561 m / 424 m  | 350                           | 4                             | 1954 – 1975   | wurde abgebaut und an einem leicht anderen Standort ersetzt              | Oehler     |
| Wangs – Maienberg / Maienberg – Furt | Gondelbahn (mit Mittelstation) | 1'565m / 1'625m | 511 m / 473 m  | 720                           | 4                             | 1975 – 2009   | wurde ersetzt                                                            | Von Roll   |
| Wangs - Maienberg / Maienberg – Furt | Gondelbahn (mit Mittelstation) | 1'565m / 1'625m | 511 m / 473 m  | 1'200                         | 8                             | 2009 – Heute  |                                                                          | Leitner AG |
| Furt                                 | Schlepplift (T-Bügel)          | k. A.           | k. A.          | k. A.                         | k. A.                         | 1959 – 1972   | wurde ersetzt                                                            | k. A.      |
| Furt                                 | Schlepplift (Teller-Bügel)     | 210 m           | 42 m           | 700                           | 1                             | 1972 – Heute  |                                                                          | Garaventa  |
| Furt – Gaffia                        | Schlepplift (T-Bügel)          | 1'199m          | 294 m          | 600                           | 2                             | 1956 – 1972   | wurde ersetzt                                                            | Brändle    |
| Furt – Gaffia                        | Schlepplift (T-Bügel)          | 1'300m          | 360 m          | k. A.                         | 2                             | 1972 – 1991   | wurde abgebaut und an einem neuen Standort durch eine Sesselbahn ersetzt | Oehler     |
| Furt – Gaffia                        | Sesselbahn                     | 1'302m          | 363 m          | 1'500                         | 4                             | 1991 – Heute  |                                                                          | Garaventa  |
| Gaffia – Pizolhütte                  | Schlepplift (T-Bügel)          | 1'286m          | 347 m          | 600                           | 2                             | 1955 – 1972   | wurde ersetzt                                                            | Brändle    |
| Gaffia – Pizolhütte                  | Schlepplift (T-Bügel)          | 1'400m          | 380 m          | k. A.                         | 2                             | 1972 – 1991   | wurde durch eine Sesselbahn ersetzt                                      | Oehler     |
| Gaffia – Pizolhütte                  | Sesselbahn                     | 1'398m          | 381 m          | 1'500                         | 4                             | 1991 – Heute  |                                                                          | Garaventa  |
| Weisse Steine – Pizolhütte           | Schlepplift (T-Bügel)          | 720 m           | 161 m          | 1'100                         | 2                             | 1960 – Heute  |                                                                          | Doppelmayr |

Der Pizolgipfel ist ein klassisches Skitouren-Ziel. Die Skitour führt von der Pizolhütte über die Wildseeluggen zum Wildsee und von dort nach Süden über den Gletscher zur Ostschulter, wo sich das Skidepot befindet. Der Aufstieg über den Südostgrat ist teilweise versichert. Insgesamt sind 700 Höhenmeter zu überwinden. Die Schwierigkeit auf der SAC-Skitourenskala wird mit WS (wenig schwierig) angegeben.

## Routen
Der Gipfel kann vom Gigerwaldsee im Süden über die Alp Tersol, den Pizolsattel und die Westflanke erreicht werden. Von Norden führt der Anstieg über die Wildseeluggen und die Pizolscharte auf den Gipfel. Die früher übliche Route über den Pizolgletscher wurde wegen Steinschlaggefahr durch einen weiter östlich verlaufenden, an einigen Stellen drahtseilgesicherten Weg ersetzt.